# Абелити
Абелити (Авелити или Авељити) су мала афричка секта настала у области ипонске дијецезе која је позната само преко Светог Августина (De Haer. 87). Дозвољавајући брак, и, у ствари, сматрајући га обавезним, њени чланови су живели у потпуној уздржљивости према Авељевом узору. Они су своје постојање продужавали тако што су сваки муж и жена усвајали дечака и девојчицу. У време Св. Августина они су престали да постоје као секта, а неколико преосталих Авелитских породица се вратило Цркви.